# Hastings River
Der Hastings River ist ein Fluss im Nordosten des australischen Bundesstaates New South Wales.

## Name
Der Fluss wurde erstmals von europäischen Forschern 1818 kartiert, nachdem John Oxley ihn entdeckt und nach dem damaligen Generalgouverneur und Vizekönig von Indien, Francis Rawdon-Hastings, 1. Marquess of Hastings, benannt hatte.
Nach dem Hastings River wird auch die Weingegend an seinen Ufern benannt, ebenso wie eine gefährdete Säugetierart, die Hastings River Mouse (Pseudomys oralis).

## Geographie
Der Fluss entspringt sieben Kilometer südwestlich von Kemps Pinnacle im Werrikimbe-Nationalpark an den Osthängen der Great Dividing Range. Der Fluss fließt dann nach Fernleigh, wo er seinen Lauf nach Osten wendet und an seinem Südufer vom Oxley Highway begleitet wird. Unmittelbar nördlich von Port Macquarie erreicht er die Tasmansee.

### Nebenflüsse mit Mündungshöhen
- Fenwicks Creek – 226 m
- Tobins River – 141 m
- Ralfes Creek – 118 m
- Forbes River – 100 m
- Ellenborough River – 54 m
- Thone River –
- Pappinbarra River – 16 m
- Mortons Creek – 10 m

(Quelle:)

### Wichtige Städte
- Ellenborough
- Long Flat
- Port Macquarie, an der Mündung
- Wauchope

## Fischerei
Am Oberlauf des Hastings River kann man Dorschbarsche und Welse angeln, im Ästuar Arten wie Meerbrassen, Plattköpfe und Ludericks (fam. Kyphoside).